# Jenny Alversjö
Jenny Maria Alversjö, född 5 februari 1974 i Stockholm, är nyhetsankare i TV4.
Alversjö var programledare i Nyhetsmorgon i TV4 till sommaren år 2024. Hon är även programledare för På bar gärning som sänds i Sjuan från TV4-Gruppen.
Från 2012 till år 2017 var hon programledare för Spårlöst.
År 2014 var Alversjö programledare för samhällsprogrammet Kalla Fakta i TV4.
År 2019 drabbades Alversjö av stroke/hjärnblödning och har därefter genomgått flera operationer. År 2020 drabbades hon också av Covid-19. Sammantaget har insatserna gått bra och Jenny Alversjö mår nu bättre och tar en dag i taget.